# 堀勇良
堀 勇良 （ほり たけよし、1949年 - ）は、日本の建築史家。文化庁勤務。工学博士。専門は日本近代建築史。

## 来歴
1973年京都大学工学部建築学科卒。東京大学大学院・生産技術研究所で村松貞次郎に師事。1982年、論文「日本における鉄筋コンクリート建築成立過程の構造技術史的研究」で、工学博士の学位を取得。2005年、「履歴を通じての近代日本外国人建築家の研究」にて、日本建築学会賞（論文）を授与される。「建築探偵」藤森照信の相方として各地で近代建築の調査を行い、「東京建築探偵団」を結成した。
横浜開港資料館調査研究員、研究等担当課長を経て、2007年7月現在、文化庁文化財部参事官（建築物担当）調査部門主任文化財調査官。横浜市歴史的景観保全委員も務める。

## 著作
- 『日本の様式建築』（新建築別冊 1977年）村松貞次郎と共著
- 『日本の建築　明治・大正・昭和 第10巻 日本のモダニズム』（三省堂 1981年）近江栄と共著
- 『建築探偵術入門』（文春文庫 1986年）東京建築探偵団著（宍戸実・河東義之・藤森照信・清水慶一との共著）
- 『日本の美術 NO.447　外国人建築家の系譜』（至文堂 2003年）